# MSC Bellissima
O MSC Bellissima é um navio de cruzeiro operado pela MSC Crociere e construído pelos estaleiros da Chantiers de l'Atlantique em Saint-Nazaire.
É a segunda embarcação da Classe Meraviglia depois do MSC Meraviglia e seguido pelo MSC Grandiosa e MSC Virtuosa, ainda em construção. Ele possui uma arqueação bruta de 171,598 toneladas e uma capacidade de 4500 passageiros. O navio foi comissionado em março de 2019.

## Construção
A MSC Crociere e a STX Europe cortaram o primeiro aço do Bellissima em 28 de novembro de 2016.
Em 14 de junho de 2018, o navio foi lançado ao mar. Sua cerimônia de entrega ocorreu em 27 de fevereiro de 2019. O Bellissima foi oficialmente nomeado em 2 de março de 2019 no porto britânico de Southampton pela atriz italiana Sophia Loren. O local onde a cerimônia deveria ocorrer no cais foi abandonado devido aos ventos fortes. Um local substituto foi rapidamente organizado e Loren apertou um botão na ponte de comando para esmagar a garrafa de champanhe em sua proa.

## História
O Bellissima partiu para sua viagem inaugural em 24 de março de 2019. Ele passará sua primeira temporada de cruzeiros no Mediterrâneo, antes de se reposicionar no Golfo Pérsico, realizando viagens de ida e volta de Dubai para a temporada de inverno 2019/2020.